# Gehucht

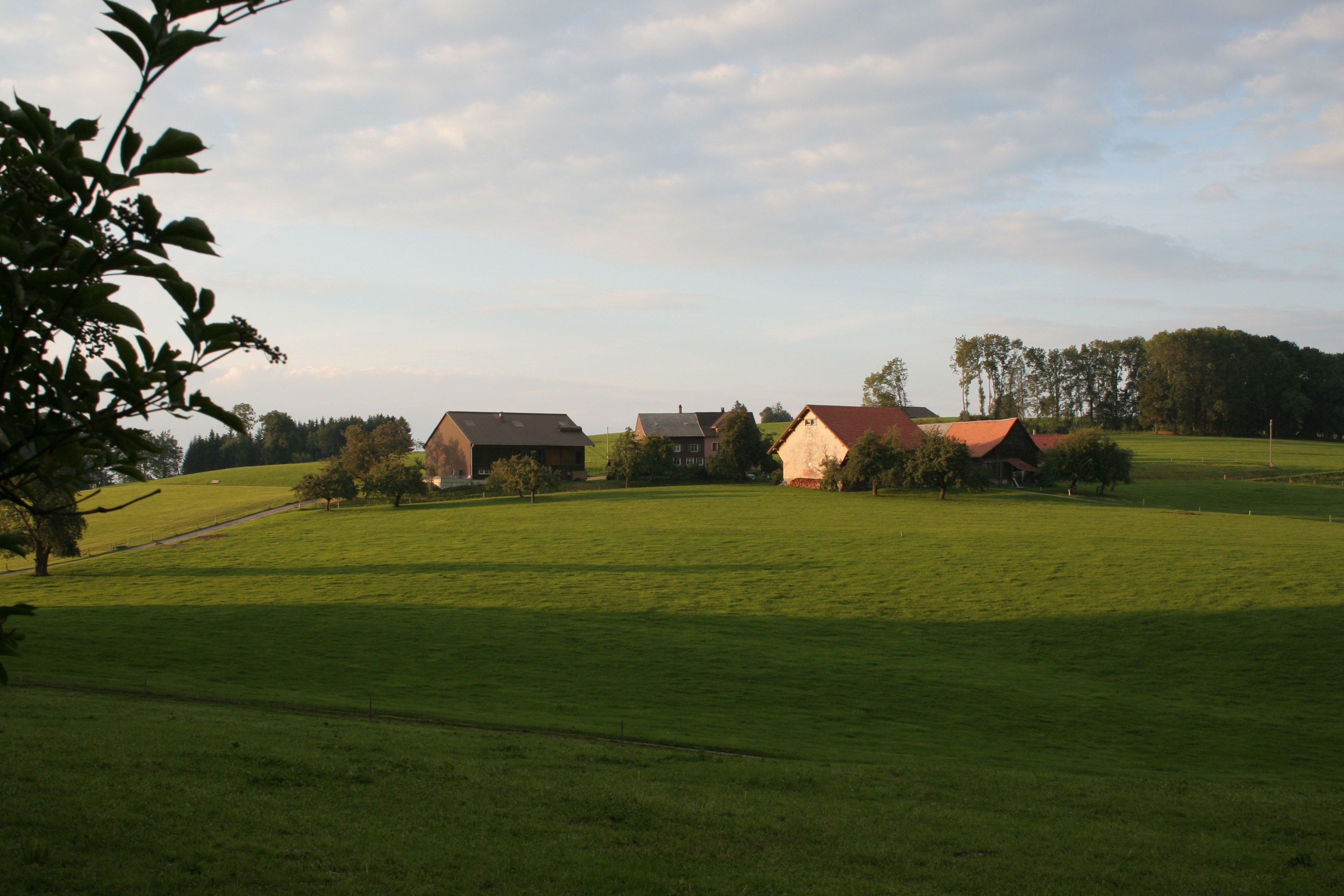
Het gehucht Oberwil in Zwitserland

Een gehucht is een woonplaats die kleiner is dan een dorp. Als verschil wordt soms genoemd dat een dorp een eigen kerk heeft en een gehucht niet, al kan er eventueel een kapel staan. Dit gaat niet altijd op en feitelijk is er geen duidelijke grens (meer) tussen beide categorieën te trekken. Het is meer een kwestie van lokale traditie of een bepaalde plaats als dorp wordt gezien, als gehucht of zelfs als niets meer dan een buurt van een nabijgelegen plaats.
In Nederland noemt men een kleine plaats ook "buurtschap", een afgelegen gehucht wordt soms "negorij" genoemd. Een gehucht is een woonplaats, zoals in de postale adressering gebruikelijk is, maar een buurtschap is dat niet, een buurtschap maakt deel uit van een andere woonplaats voor de postale adressering.
Het woord gehucht stamt af van het collectivum van hoeve: "gehofte". Dit is omdat gehuchten rond een of meer alleenstaande hoeves ontstonden. Die waren opgericht te midden van woeste grond, door families die toestemming hadden gekregen om er nieuw land te bewerken. Rond deze hoeves verrezen nieuwe boerderijen op initiatief van erfgenamen en nieuwe boerenfamilies. Zo ontstonden nieuwe woonkernen. In veel gevallen kregen ze later een eigen kapel of kerkje.
Gehuchten werden meestal genoemd naar de aloude namen voor het gebied waarin ze liggen. Daarom bevatten veel namen de toponiemen "hees", "beemd" en "waard". Hoewel gehuchten afgezonderd liggen, bleven ze bij een dorp of stad horen, zelfs wanneer ze uitgroeiden tot een klein dorp. Een uitzondering hierop vormen de gehuchten die zelfstandig werden na de toevoeging van gehuchten uit andere gemeentes, zoals bij de oprichting van Kinrooi en Molenbeersel (1845).